# ملادن کوچف
ملادن کوچف (بلغاری: Младен Кучев؛ زادهٔ ۲۹ ژانویهٔ ۱۹۴۷) وزنه‌بردار اهل بلغارستان بود.